# Bruni (Texas)
Bruni és una concentració de població designada pel cens del Comtat de Webb (Texas) dels Estats Units d'Amèrica. Segons el cens del 2000 tenia 412 habitants.

## Demografia
Segons el cens del 2000, Bruni tenia 412 habitants, 131 habitatges, i 104 famílies. La densitat de població era de 121,4 habitants per km².
Dels 131 habitatges en un 45,8% hi vivien nens de menys de 18 anys, en un 66,4% hi vivien parelles casades, en un 9,2% dones solteres, i en un 20,6% no eren unitats familiars. En el 19,1% dels habitatges hi vivien persones soles el 9,2% de les quals corresponia a persones de 65 anys o més que vivien soles. El nombre mitjà de persones vivint en cada habitatge era de 3,15 i el nombre mitjà de persones que vivien en cada família era de 3,63.
Per edats la població es repartia de la següent manera: un 35,4% tenia menys de 18 anys, un 7,3% entre 18 i 24, un 25,5% entre 25 i 44, un 18% de 45 a 60 i un 13,8% 65 anys o més.
L'edat mediana era de 32 anys. Per cada 100 dones de 18 o més anys hi havia 92,8 homes.
La renda mediana per habitatge era de 25.500$ i la renda mediana per família de 29.688$. Els homes tenien una renda mediana de 25.875$ mentre que les dones 14.464$. La renda per capita de la població era de 11.355$. Aproximadament el 15,3% de les famílies i el 18,9% de la població estaven per davall del llindar de pobresa.

## Poblacions més properes
El següent diagrama mostra les poblacions més properes.